# Scaptomyza substrigata
Scaptomyza substrigata är en tvåvingeart som beskrevs av Meijere 1914. Scaptomyza substrigata ingår i släktet Scaptomyza och familjen daggflugor. Inga underarter finns listade i Catalogue of Life.